# Bombylius vansoni
Bombylius vansoni är en tvåvingeart som beskrevs av Hesse 1936. Bombylius vansoni ingår i släktet Bombylius och familjen svävflugor.
Artens utbredningsområde är Botswana. Inga underarter finns listade i Catalogue of Life.